# Sybille Schmidt
Sybille Schmidt (Apolda, RDA, 31 de agosto de 1967) es una deportista alemana que compitió para la RDA en remo.
Participó en los Juegos Olímpicos de Barcelona 1992, obteniendo una medalla de oro en la prueba de cuatro scull. Ganó tres medallas de oro en el Campeonato Mundial de Remo entre los años 1989 y 1991.

## Palmarés internacional
| Representando a la RDA   |                      |                |              |
| Campeonato Mundial       |                      |                |              |
| Año                      | Lugar                | Medalla        | Prueba       |
| 1989                     | Bled (Yugoslavia)    | Medalla de oro | Cuatro scull |
| 1990                     | Tasmania (Australia) | Medalla de oro | Cuatro scull |
| Representando a Alemania |                      |                |              |
| Juegos Olímpicos         |                      |                |              |
| Año                      | Lugar                | Medalla        | Prueba       |
| 1992                     | Barcelona (España)   | Medalla de oro | Cuatro scull |
| Campeonato Mundial       |                      |                |              |
| Año                      | Lugar                | Medalla        | Prueba       |
| 1991                     | Viena (Austria)      | Medalla de oro | Cuatro scull |